# 韋恩斯伯勒 (維吉尼亞州)

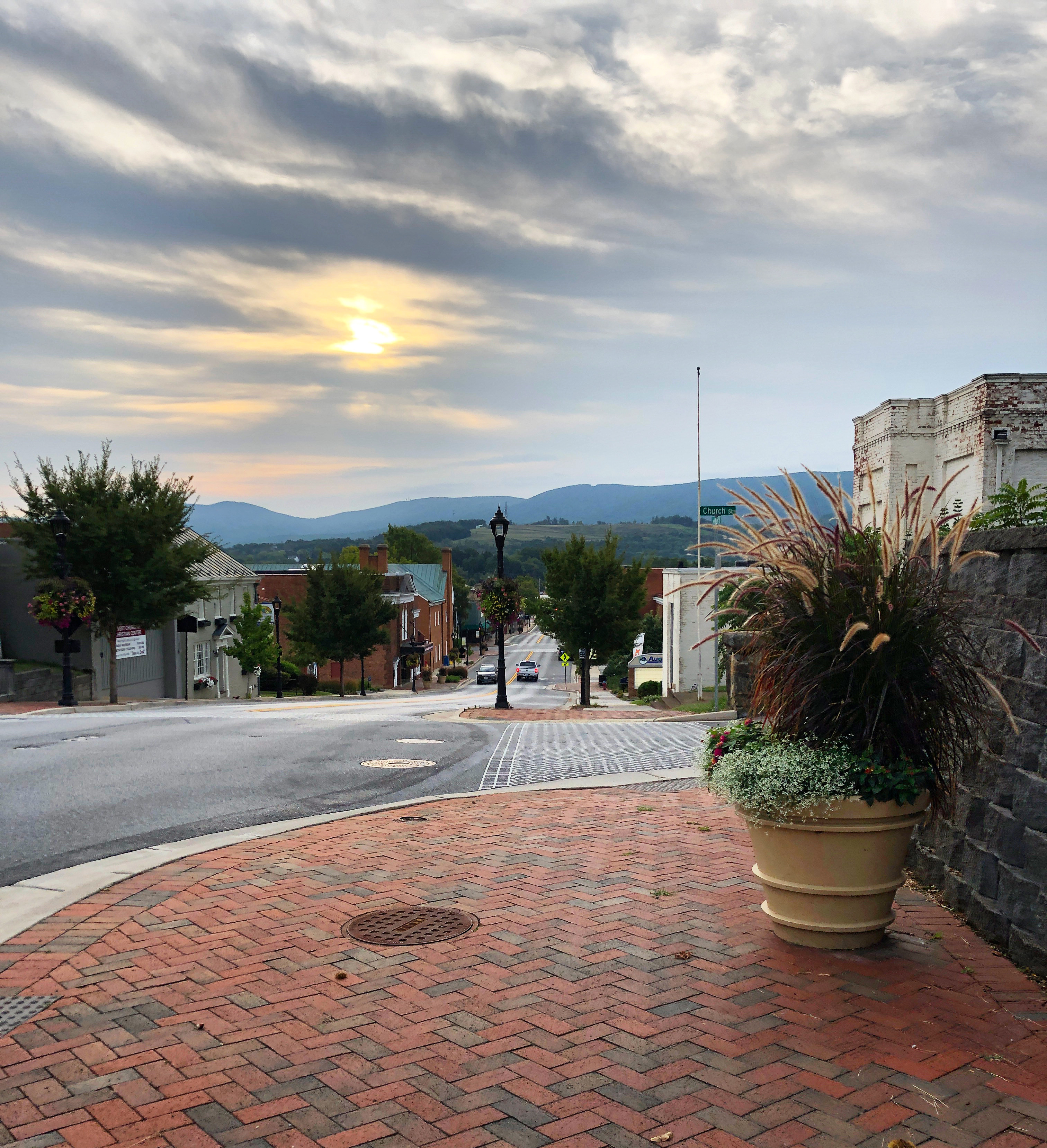
韋恩斯伯勒

韋恩斯伯勒（英語：Waynesboro）是美國維吉尼亞州北部的一個獨立城市。面積39.8平方公里。根據美國2000年人口普查，共有人口19,520人。
成立於1948年2月。城名紀念美國獨立戰爭英雄安東尼·韋恩。